# ウッズ湖
ウッズ湖（英: Lake of the Woods、フランス語: Lac des Bois）は、カナダのオンタリオ州とマニトバ州、およびアメリカ合衆国のミネソタ州に跨る湖である。この湖によってミネソタ州のノースウエスト・アングルと呼ばれる小さな領域がアメリカ合衆国本土の飛び地になっている。そこにあるアングル郡区に行くには、ウッズ湖を船で渡るか、カナダの領内を通っていくことになる。北西三角地域はアメリカ合衆国本土では最北に位置する。カナダ＝アメリカ合衆国国境を定義する条約では、ウッズ湖の「最北西点」が問題のある目印となった。
ウッズ湖にはレイニー川、ショール湖、カカギ湖やその他小河川が注いでいる。ウィニペグ川が流れ出し、ウィニペグ湖、ネルソン川を経由して最終的にハドソン湾に注ぐ。
ウッズ湖は縦68マイル (109 km)、横59マイル (94 km) あり、14,552 の島があって、この島の岸を合わせた湖岸線は65,000 マイル (105,000 km) ある。五大湖を除けば、カナダの湖で最も湖岸線が長い。アメリカ合衆国でも五大湖に次いで6番目に大きな淡水湖である。
湖内の島はフエチドリやアメリカシロペリカンの繁殖地になっている。ハクトウワシの巣も多く見られる。

## 湖の管理
19世紀後半に現在のケノーラにある湖水出口にダムが建設されたことで、20世紀初期には湖水面の高低水準に関する関心が高まった。カナダとアメリカ合衆国の連邦政府は1912年の国際合同委員会にこの問題を提起した。1917年国際合同委員会は規制委員会の創設と、湖水面管理に適用される運営条件を推奨した。その委員会の最初のものであるウッズ湖規制委員会が1919年にカナダの枢密院令によって設立された。1921年カナダのウッズ湖規制委員会法と、1922年オンタリオ州ウッズ湖規制委員会法の2つの法により、委員会の管轄と権限を規定し、カナダとオンタリオ州から委員が指名されることとした。1922年、カナダ、オンタリオ州、マニトバ州による三者協定がそれぞれの政府によって調印された。当初はカナダとオンタリオ州のみが委員を指名し、マニトバ州の自然資源はカナダが管理していた。1958年、マニトバ州は独自にその自然資源を管理するようになり、マニトバ州のウッズ湖規制委員会法を成立させた。同年、カナダとオンタリオ州がウッズ湖規制委員会法の改訂を行った。これら法規制の変化の結果として、委員はカナダから1人、オンタリオ州から2人、マニトバ州から1人が指名されている。
1917年の国際合同委員会推奨に基づき、カナダとアメリカ合衆国の連邦政府の間で行われた協議の結果、1925年にウッズ湖に関するカナダ・アメリカ合衆国会議および議定書ができた。この条約はウッズ湖の湖面水準の運用範囲を規定し、運用の目的と一般的様式を定め、規制のための2つの委員会を設立した。それ以前に設立されていたカナダのウッズ湖規制委員会は現行基準で規制を行うが、湖面が一定水準を超えた場合あるいは下回った場合は常に、その決定事項はウッズ湖国際規制委員会の承認を得るものとされた。国際委員会でカナダ側委員とアメリカ合衆国側委員の意見が一致しない場合、最終決定を国際合同委員会に委ねることとされた。しかしウッズ湖国際規制委員会は国際合同委員会が創設したものではない。委員はアメリカ側、カナダ側各1人であり、それぞれの連邦政府が指名している。

## ウッズ湖近くにある町

### ミネソタ州
- アングル郡区
- ボーデット
- ハケット
- ロゾー
- ウォーロード
- ウィーラーズポイント

### オンタリオ州
- ノースウェストアングル33ファーストネーション
- ビッググラッシー・ファーストネーション
- フレンチ・ポーテージ・ナローズ
- ケノーラ
- ミナキ
- レイクオブザウッズ
- アニシュナーベグ・オブ・ナオンガシーイング・ファーストネーション
- ナオトカメグワニング・ファーストネーション
- スーナローズ・ネスターフォールズ
- オバシュカーンダガーング・ファーストネーション
- オチーチャグウェ・'バビゴ'イニング・オジブウェ・ネーション
- オジブウェズ・オブ・オニガミング・ファーストネーション
- レイニーリバー
- ノースウェストアングル37ファーストネーション
- アニシナベ・オブ・ウォーズシュク・オニガム・ファーストネーション

### マニトバ州
- ミドルブロ
- バッファローポイント・ファーストネーション

## ウッズ湖の中の陸地

### オールノー半島
ウッズ湖の中で最大の陸地がオールノー半島である。その南東隅にある細い土地を介して本土と繋がっているが、この地点にタートル・ポーテージ運河が造られ、事実上は島になっていた。この運河は現在までに埋め戻されてきた。小さなものから中程度のボートであれば、人力でそこを運ぶことができる。オールノー半島は長さが約20マイル (32 km)、幅が10マイル (16 km) ある。この半島の中にも80の湖があり、その中で最大のものはアロー湖である。この湖の中にも島が13ある。
オールノー半島は、カトリック教会のフランス人聖職者でイエズス会牧師のジャン＝ピエール・オールノーからその名前が採られた。オールノーはウッズ湖で1736年6月8日に先住民に殺害された。ミネソタ州ウォーロードのカトリック教会はオールノーに因んでオールノー神父記念教会と名付けられている。

### 島
- ビッグ島
- ビッグスビー島
- ブッシュ島
- チャペル島、ケノーラから約 15 km にあり、昔は礼拝所があった。インディアンが交易目的でカヌーを操り端から端まで行っていた。礼拝所は白人がインディアンを改宗させるための場所であり、悪天候のときの待避場でもあった。この礼拝所は火事で焼け、僅かにその跡を留めている。
- コープランド島、キャンプ・スティーブンスとも呼ばれる、ウィニペグYM-YWCAがサマーキャンプを行う
- フラッグ島
- ガーデン島
- リトルオーク島
- マグナソンズ島、復元されたセントチャールズ砦がある
- マサカー島、湖中央の小島、18世紀半ばに20人のフランス人とクリー族交易業者の集団がスー族に首を狩られた場所である可能性がある。島の岸のその場所に木製の大きな十字架が立っている。この事件により、フランス人やクリー族と同盟していたオジブウェ族とスー族の間で数十年にわたる戦争が始まった
- オーク島
- ペナシー島、アメリカンポイントのある場所、アメリカ合衆国本土では最北の郵便局があった
- サルタナ鉱山、湖北部の島にある鉱山、1800年代後半に採掘が行われていたが、事故で閉鎖された、鉱山に関する伝承が今日でも坑夫によって語り継がれている

## ウッズ湖のレクリエーション
ウッズ湖地元の経済では観光業が大きな要素であり、湖と周辺地域で多くのレクリエーション機会が提供されている。湖の大半はかなりの距離があるが、リゾート地や設備業者は、船や装備を持たない人々に選択肢を提供している。

### キャンピング
ミネソタ州にあるジッペル湾州立公園は、キャンプ場、トイレ設備、ジッペル川のマリーナ、湖浜など幅広いサービスを提供している。ミネソタ州もオンタリオ州も州公認の公園やキャンプ場があり、それぞれの州政府を通じて照会できる。僻地でキャンプするものは船で有望な場所を探し、上陸して自ら場所を探すこともできる。小さな島でも野生生物が豊富にいるので、クマや刺咬昆虫には気をつけた方が良い。
湖畔にある多くのマリーナやリゾートには、宿泊所、食事所、貸しボート、海図があり、キャンプや釣りのアドバイスが得られ、湖の楽しみ方について専門家の助言も得られる。

### 釣り
ウッズ湖はワールドクラスの釣り場である。大半の釣り人が求めるほぼあらゆる分野の魚の大物が豊富に生息している。これらの魚はカナダ側の水域で容易に釣れることがある。ウッズ湖は世界中から大物を狙って来る釣り人を惹き付けている。「世界のウォールアイの首都」とも呼ばれウォールアイの大物や生息数で知られるが、他にもカワカマス、パーチ、ソーガー、クラッピー、パンフィッシュ、コクチバス、オオクチバス、レイクトラウト、レイクスタージョン、アメリカカワカマスなどを狙えば、ワールドクラスのものが釣れる。

### ロイヤルレイク・オブ・ザ・ウッズ・ヨットクラブ
ウッズ湖にはロイヤルレイク・オブ・ザ・ウッズ・ヨットクラブの本部がある。